# Internationaler Arbeiterkongress (1889)
Der Internationale Arbeiterkongress fand zwischen dem 14. und 21. Juli 1889 in Paris statt. Auf ihm wurde unter anderem die Zweite Internationale gegründet. Auch die Feiern zum Ersten Mai gehen auf den Kongress zurück.

## Vorgeschichte
Die Erste Internationale hatte sich 1876 aufgelöst. Vor dem Hintergrund einer wachsenden sozialistischen Bewegung aus Parteien und Gewerkschaften sowie großen Streikbewegungen wie dem Haymarket Riot in Chicago, dem Dockarbeiterstreik in England und dem Bergarbeiterstreik von 1889 im Ruhrgebiet verstärkte sich der Wunsch nach einer Erneuerung der grenzüberschreitenden Zusammenarbeit. Einige Abgesandte von europäischen sozialistischen Parteien beschlossen am 28. Februar 1889 in Den Haag die Einberufung eines internationalen Arbeiterkongresses für Juli desselben Jahres in Paris. Traditionsbewusst wurde der Beginn des Kongresses auf den 14. Juli 1889 festgelegt, das hundertjährige Jubiläum des Sturms auf die Bastille.
Im Vorfeld kam es zum Streit zwischen verschiedenen Strömungen. Eine insbesondere in Frankreich starke Gruppe der Possibilisten, die lediglich eine auf den ökonomischen Streit ausgerichtete Arbeiterbewegung befürwortete, sowie die englischen Trade Unions spalteten sich von dem sozialistischen Kongress ab. Daher fanden in Paris parallel zwei Veranstaltungen mit derselben Tagesordnung statt.

## Kongressbeginn
An dem sozialistischen Kongress nahmen etwa 400 Delegierte aus 20 Ländern teil. Neben den Vertreten der europäischen sozialistischen Parteien kamen Delegierte auch aus Russland, den USA, Argentinien und sogar Ägypten. Aus dem Deutschen Kaiserreich nahmen 81 Delegierte teil. Unter ihnen waren Eduard Bernstein, Clara Zetkin, Carl Legien und Georg von Vollmar. Leiter der deutschen Delegation waren August Bebel und Wilhelm Liebknecht. Obwohl Friedrich Engels an der Vorbereitung stark beteiligt war, blieb er der Versammlung fern, um sich wieder der Herausgabe des dritten Bandes des Kapitals von Karl Marx zu widmen. Eröffnet wurde der Kongress von Paul Lafargue, dem Schwiegersohn von Karl Marx. Vorsitzende wurden Wilhelm Liebknecht und Édouard Vaillant, ein Veteran der Pariser Kommune (1871).

## Tagesordnung
- Lage der Arbeiter und die sozialistische Bewegung in den verschiedenen Ländern (Berichterstatter: u. a. Victor Adler, August Bebel)
- Abschaffung der stehenden Heere und die allgemeine Volksbewaffnung (Berichterstatter: Edourd Vaillant u. a.);
- Mittel und Wege, um die Forderungen des Arbeitsschutzes zu verwirklichen (Berichterstatter u. a. August Bebel)
- Internationale Kundgebung zum 1. Mai 1890 (Antrag von Raymond Felix Lavigne).

## Verhandlungen
August Bebel wies in seinem längeren Bericht über die deutsche Arbeiterbewegung die in der Partei teilweise geäußerte Kritik an den Gewerkschaften als Gefahr für die sozialistische Bewegung zurück. Er meinte, nur durch das Eintreten für praktische Maßregeln zur Verbesserung der Arbeits- und Lebensbedingungen könne bei der Masse der Arbeiter das Klassenbewusstsein geweckt werden. Der Abgesandte der Bergarbeiter aus der Provinz Westfalen Dieckmann berichtete über den großen Bergarbeiterstreik im Ruhrgebiet.
Der Kongress grenzte die sozialistische Bewegung vom Anarchismus ab. Man plädierte für die Stärkung der sozialistischen Parteien, mit dem Ziel, die politische Macht zu erringen. Die stehenden Heere sollten zu Gunsten der „Volksbewaffnung“, also eines Milizsystems nach dem Vorbild der Schweiz, abgeschafft werden. Der Frieden unter den Völkern wurde als eine zentrale Bedingung der Arbeiterbewegung angesehen.
Im Zentrum stand die Forderung nach dem Achtstundentag. Der Kongress nahm einen Antrag an zur Abhaltung von in allen Ländern am gleichen Tag stattfindenden Kundgebungen zur Durchsetzung des Achtstundentages. Eine entsprechende Aktion wurde vom Amerikanischen Arbeiterbund zum Gedenken an die Opfer des Massakers auf dem Haymarket von Chicago für den 1. Mai 1890 bereits geplant. Dieses Datum übernahm der Kongress für die gesamte internationale Bewegung.
Außerdem forderten die Delegierten eine internationale Regelung des Arbeitsschutzes und der Frauen- und Kinderarbeit. Arbeit von Kindern unter 14 Jahren sollte ebenso verboten werden wie die Nachtarbeit von Frauen. Desgleichen forderte der Kongress eine zusammenhängende Ruhezeit von mindestens 36 Stunden pro Woche. Außerdem plädierte er für einen staatlichen Arbeitsschutz.
Clara Zetkin hielt eine Ansprache über die Lage der Arbeiterinnen. Diese wurde von Eleanor Marx für die englischsprachigen Delegierten übersetzt. Der Kongress beschloss, die Arbeiterinnen als „gleichberechtigte Mitkämpferinnen“ anzusehen, und forderte gleichen Lohn für gleiche Arbeit. Emma Ihrer plädierte für eine stärkere Organisation der Arbeiterinnen.
Am 20. Juli 1889 wurde der Kongress feierlich geschlossen und die Delegierten legten am nächsten Tag einen Kranz zum Gedenken an die Toten der Pariser Kommune von 1871 nieder.